# Automolis ochreogaster
Automolis ochreogaster là một loài bướm đêm thuộc phân họ Arctiinae, họ Erebidae.